# Marmo di Yule

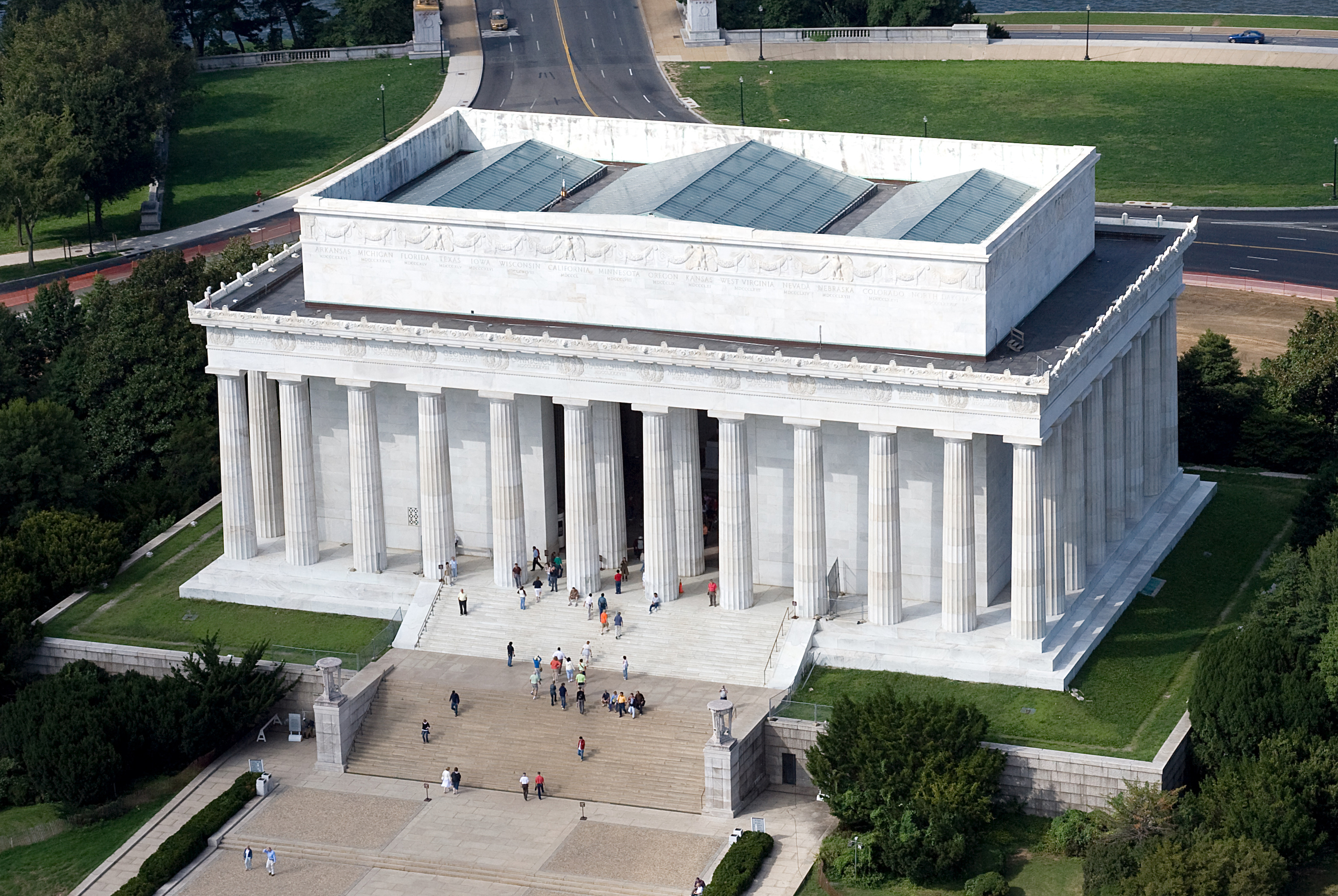
L'esterno del Lincoln Memorial di Washington è interamente realizzato in marmo di Yule.

Il marmo di Yule è un marmo costituito da calcare metamorfico che si estrae solamente da una cava delle Elk Mountains, nei pressi della città di Marble in Colorado. Negli Stati Uniti è noto col nome "Colorado Yule Marble". 
Le condizioni geologiche locali hanno creato un marmo dalle caratteristiche uniche, formato per il 99,5% da calcite pura, con una granulometria molto fine ed una superficie perfettamente omogenea e luminosa. Per queste qualità è stato scelto, nonostante il costo molto elevato, per la costruzione del Lincoln Memorial a Washington e altri edifici e monumenti degli Stati Uniti. La tomba del Milite Ignoto dell'Arlington National Cemetery di Washington è costituita da un blocco unico di marmo di Yule del peso di 57 tonnellate.
Fu scoperto nella primavera del 1873 dal geologo Sylvester Richardson, che però non ne individuò le eccezionali caratteristiche. L'anno successivo il prospector scozzese George Yule (1835-1910) "riscoprì" la cava ed è da lui che esso prende il nome.
Ha un aspetto molto simile al marmo di Carrara ed un peso specifico di 2,714 Kg/m3, pressoché uguale al marmo di Carrara, ma non è adatto per la realizzazione di statue, avendo una bassa resistenza alla lavorazione con scalpelli. 
Attualmente viene estratto dal fianco di una montagna alla quota di 2.800 m s.l.m., contrariamente alla maggior parte degli altri tipi di marmo, che vengono estratti da cave a cielo aperto a quote molto inferiori.